# Kleopatra-Rezeption
Die Gestalt der letzten altägyptischen Königin Kleopatra VII. erfuhr schon in der Antike eine breite Rezeption, vor allem aber in den verschiedenen Künsten seit dem Ende des Mittelalters.

## Antike
Als Herrscherin entfaltete Kleopatra mit ihren Kindern und ihrem Partner Marcus Antonius in ihrem Einflussbereich eine umfassende herrschaftliche Selbstrepräsentation. Nach Antonius’ Niederlage gegen Augustus und dem folgenden Selbstmord von Antonius und Kleopatra spaltete sich die Erinnerung in einen positiven und einen negativen Strang: In der lateinischen Literatur der römischen Kaiserzeit dominiert eine negative Darstellung, die in hohem Maße durch die Propaganda des Augustus geprägt ist. In Ägypten hingegen wurde Kleopatra noch lange kultisch verehrt. Zum Ärger des jüdischen Historikers Flavius Josephus feierte sie der alexandrinische Grammatiker Apion um die Mitte des ersten Jahrhunderts n. Chr. Die ihr von Gaius Iulius Caesar in Rom gewidmete goldene Statue stand dort noch im dritten Jahrhundert und Königin Zenobia soll ihre Abstammung auf die ägyptische Königin zurückgeführt haben. Auf der Insel Philae vergoldete ein Priester noch im Jahr 373 eine Statue Kleopatras. Nur sie erreichte von allen Nachfolgern Alexanders des Großen die gleiche Berühmtheit. Auch Johannes von Nikiu schrieb über Kleopatra, wobei er besonders die Bautätigkeit der Königin hervorhob. Wahrscheinlich schon aus dem zweiten Jahrhundert n. Chr. stammt ein Bericht von einem Gespräch Kleopatras mit Philosophen, die Alchemie betreffend. Es handelt sich um einen der ältesten Texte zur Alchemie überhaupt.

## Rezeption in arabischen Quellen des Mittelalters
Kleopatra erscheint in zahlreichen arabischen Quellen, wobei sie als Baumeisterin, Gelehrte und Ärztin hervortritt. Um ihre Person rankten sich auch märchenhafte Liebesgeschichten.
Der erste arabische Autor, der die Herrscherin erwähnte, war Ibn ʿAbd al-Hakam, der eine Geschichte der arabischen Eroberung Ägyptens zu Beginn des 9. Jahrhunderts schrieb und auch Kleopatra nennt. Ibn ʿAbd al-Hakam schrieb ihr den Bau des Leuchtturmes von Alexandria und den Bau eines Kanals zu. Auch andere arabische Autoren waren von ihrer Bautätigkeit beeindruckt.
Sie wurde auch als Gelehrte verehrt, die bedeutende Entdeckungen in der Alchemie, Medizin und Mathematik machte. Der Erste, der dieses Bild vermittelt, war al-Masʿūdī († 957). Nach ihm war sie eine Philosophin, die Bücher über Medizin, aber auch Kosmetik verfasste. Bei dem Alchemisten al-Dschildaki ist auch ein Dialog von Kleopatra mit Philosophen überliefert. Andere Quellen berichten, dass ein Ausländer namens Gabirus (oder Gabinius) nach Ägypten kam, um sich von einer Krankheit zu erholen. Er besuchte auch die Königin mit dem Hintergedanken, sie zu heiraten und König von Ägypten zu werden. Kleopatra sandte eine Dienerin zu ihm, die versicherte, dass Kleopatra ihn auch liebe, er aber zuerst eine Stadt am Mittelmeer bauen solle. Trotz einiger Hindernisse wurde die Stadt gebaut, doch kurz vor der geplanten Heirat wurde Kleopatra von einer Schlange gebissen und starb.
Dieses positive Bild Kleopatras steht im Gegensatz zu den etwas späteren europäischen Darstellungen, die sie eher als hedonistisch und verführerisch zeichneten.

## Rezeption ab Ende des Mittelalters

### Musik

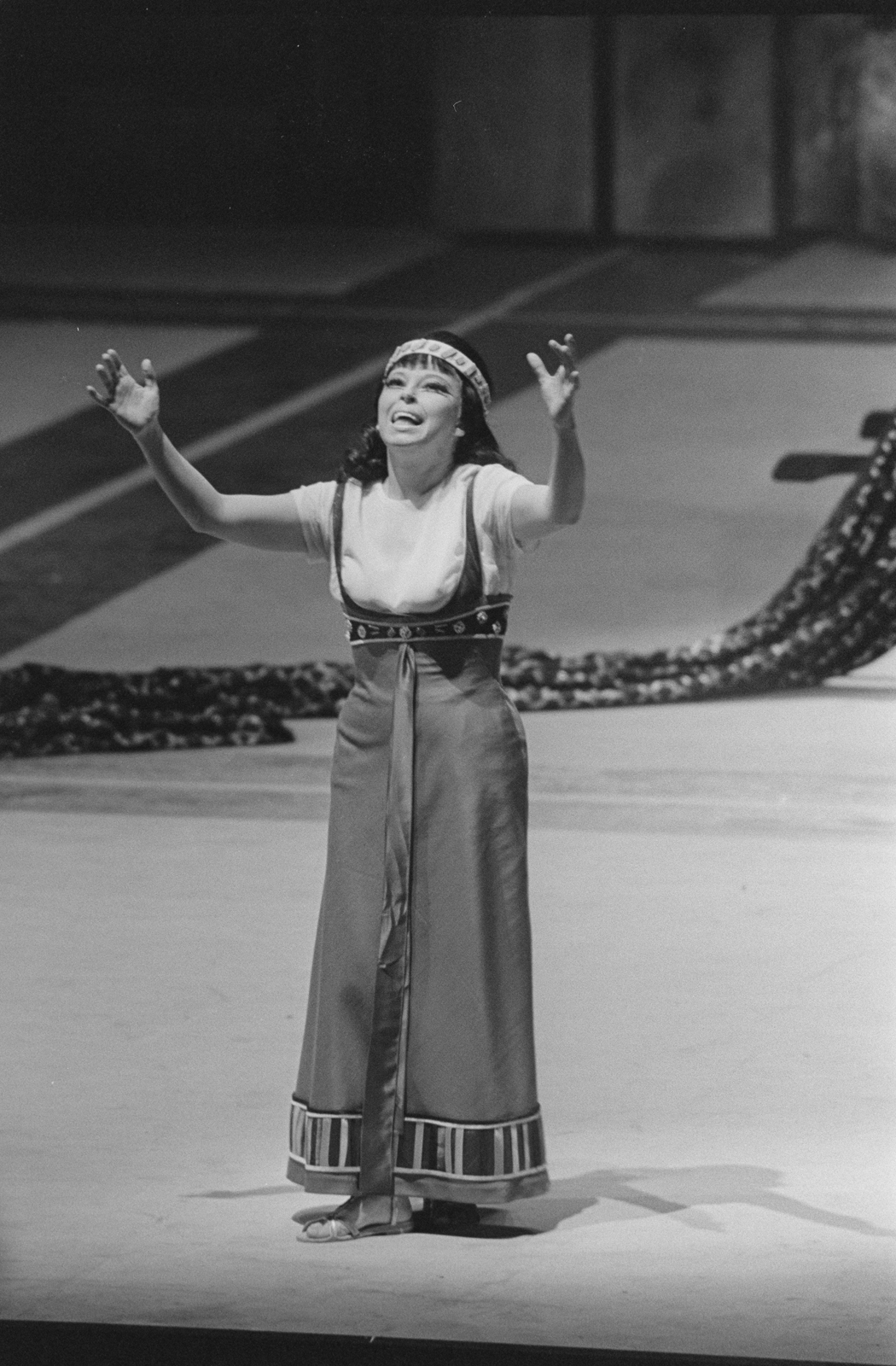
Sylvia Geszty als Cleopatra in Giulio Cesare in Egitto von Georg Friedrich Händel, Foto: Abraham Pisarek, Berlin 1970

Seit dem 17. Jahrhundert wurden etwa 80 Opern über den Kleopatra-Stoff komponiert. Schon 1662 schuf C. Castrovillari ein dementsprechendes Werk. In Giulio Cesare in Egitto (1723/24) von Georg Friedrich Händel fügt sich Kleopatra einem weisen und milden Caesar. Die sich um Liebe und Macht drehende Handlung mit Happy End, die mit „Zutaten“ wie großen Emotionen, politischen Kabalen, erotischer Verführung und exotischem Orient gewürzt ist, machte Giulio Cesare in Egitto zur populärsten Händel-Oper. Die Königliche Schaubühne in Berlin (die heutige Berliner Oper) eröffnete 1742 mit der Oper Cleopatra e Cesare von Carl Heinrich Graun, der ein von Giovanni Gualberto Botarelli nach P. Corneilles Drama La Mort de Pompée verfasstes Libretto vertonte. 1881 verwendete Wilhelm Freudenberg in seiner Oper Kleopatra das von T. Gautier geschaffene Motiv der gnadenlosen, den von ihr verführten Sklaven zum Sterben nötigenden Königin. Das gleiche Motiv legte auch Victor Massé 1885 seinem Werk Une nuit de Cléopâtre nach einem Libretto von J. Barbier zugrunde. Im 20. Jahrhundert komponierten unter anderem Jules Massenet (Cléopâtre, 1914) und in Anlehnung an das Shakespeare-Drama Gian Francesco Malipiero (Antonio e Cleopatra, 1938) Opern, die von der Ptolemäerin handeln.
Neben Opern behandeln auch Kantaten, Operetten und Ballettstücke (etwa Jean-Pierre Aumer, Les Amours d’Antoine et de Cléopâtre, 1808) das Leben der ägyptischen Königin. Der russische Komponist Anton Stepanowitsch Arenski schuf zu dem Stoff das einaktige Ballett Ägyptische Nächte (op. 50).
An Musikvideos ist der etwa 2008 entstandene Cleopatra-Song aus der CBBC-Serie Horrible Histories mit Millionenabrufen alleine auf YouTube beachtenswert.

### Bildende Kunst
Kleopatras Leben diente seit der Renaissance als Vorlage für zahlreiche Werke der Bildenden Kunst. Über 60 Maler stellten das Gastmahl der Kleopatra dar, mehr als 150 setzten ihren Tod ins Bild. Auffällig ist dabei die zunehmende Erotisierung des Sujets, die einhergeht mit seiner Herauslösung aus ihrem antiken Ursprung. Während die sterbende ägyptische Königin in einer Illustration zu Giovanni Boccaccios Schrift De casibus virorum illustrium  aus dem Jahr 1410 noch vollständig bekleidet gezeigt wird mit der Schlange am Arm, wird sie etwa seit Michelangelos Zeichnung von 1533/34 mehr oder minder nackt dargestellt und lässt sich mit beinahe zärtlicher Geste von der tödlichen Schlange in den Busen beißen.
Die Historienmaler vermittelten bei ihrer Darstellung der sterbenden Kleopatra nur selten Informationen über eine bedeutende Gestalt der römischen und der ägyptischen Geschichte. Im manieristischen Gemälde des Italieners Guido Reni wird Kleopatra in europäisch-zeitgenössischer Kleidung und ohne Hinweis darauf gezeigt, dass sich das Geschehen im alten Ägypten abspielen soll. In einem zehn Jahre später entstandenen Parallelbild verwendete der Maler beinahe denselben Bildaufbau und dasselbe Motiv, mit dem einzigen Unterschied, dass die dargestellte, halbnackte Frau nicht eine Schlange, sondern einen Dolch in ihren Händen hält, denn es handelt sich um eine Darstellung des Todes der Lucretia. Kleopatra war für Reni also nur ein Exemplum für weibliche Tapferkeit und Tugendhaftigkeit unter vielen, die sich idealiter im Suizid zeige. Der Barock-Maler Guido Cagnacci (1601–1663) war von dem Sujet der sterbenden Königin so angetan, dass er es dreimal auf die Leinwand brachte.
In der akademischen Malerei des 19. Jahrhunderts tritt das erotische Moment, verbunden mit einem auffälligen Exotismus in der Darstellung des Sujets, noch weiter in den Vordergrund: Das altägyptische Dekor wird entweder theaterhaft-grell herausgestellt wie bei dem französischen Maler Alexandre Cabanel oder durch ein schwülstig-orientalisches Ambiente ersetzt wie bei seinem englischen Kollegen Reginald Arthur. Die Faszination der Verbindung von Sexualität und Tod steht in dieser Zeit bei allen Darstellungen des Todes der Kleopatra im Vordergrund, die nicht mehr als Opfer, als Sterbende, sondern als Projektionsfläche für männliche Angstlust vor einem fremden Land und einer so verführerischen wie gefährlichen Femme fatale erscheint. Diese Kleopatra-Vorstellung hatte großen Einfluss auf ihr Bild in den Hollywood-Filmen des 20. Jahrhunderts.
Im Tafelservice berühmter Frauen von Vanessa Bell und Duncan Grant von 1934 ist ihr ein Teller gewidmet.

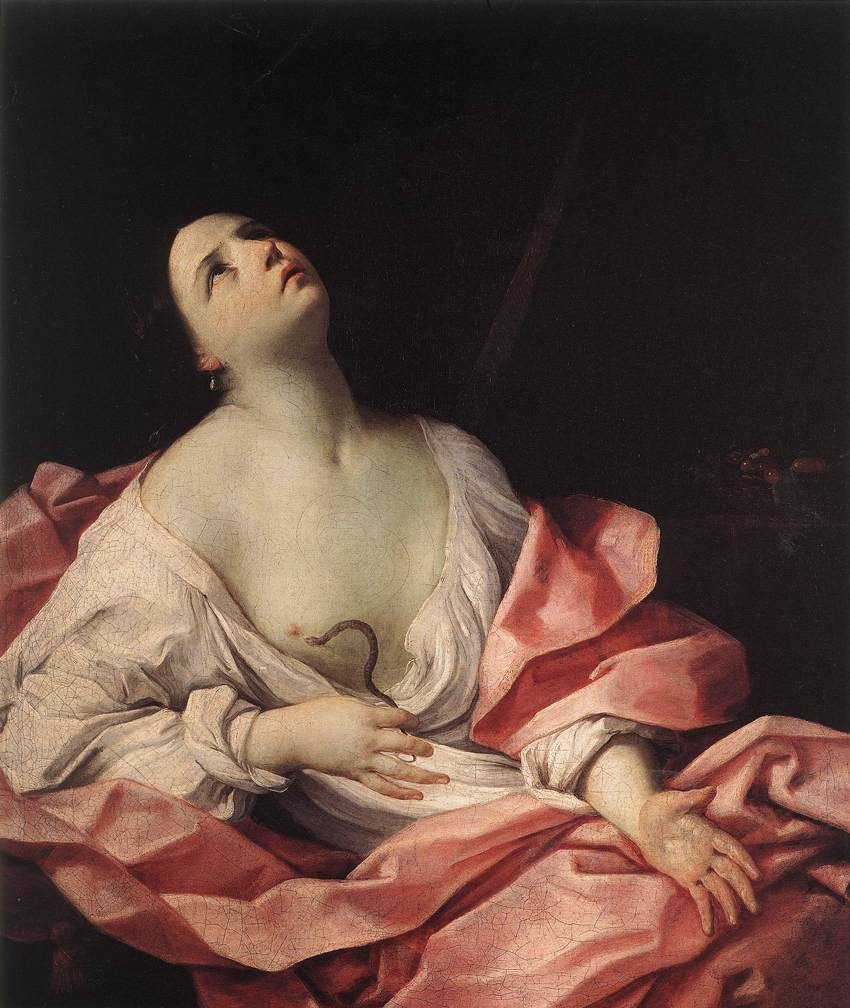
Der Tod der Kleopatra; Gemälde von Guido Reni (1630)
Der Tod der Kleopatra; Gemälde von Guido Cagnacci (nach 1659)
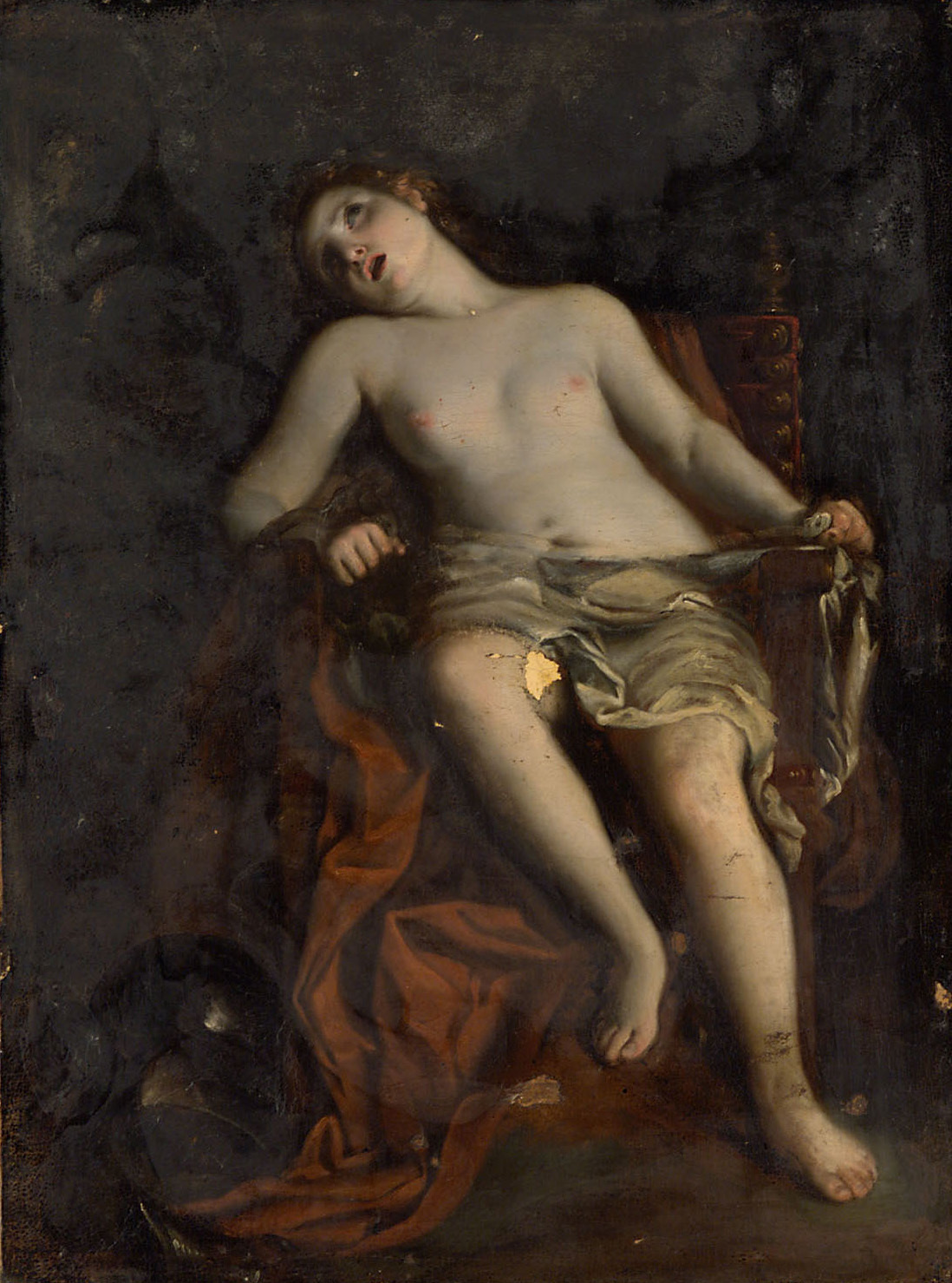
Der Tod der Kleopatra; Gemälde von Guido Cagnacci (vor 1664)
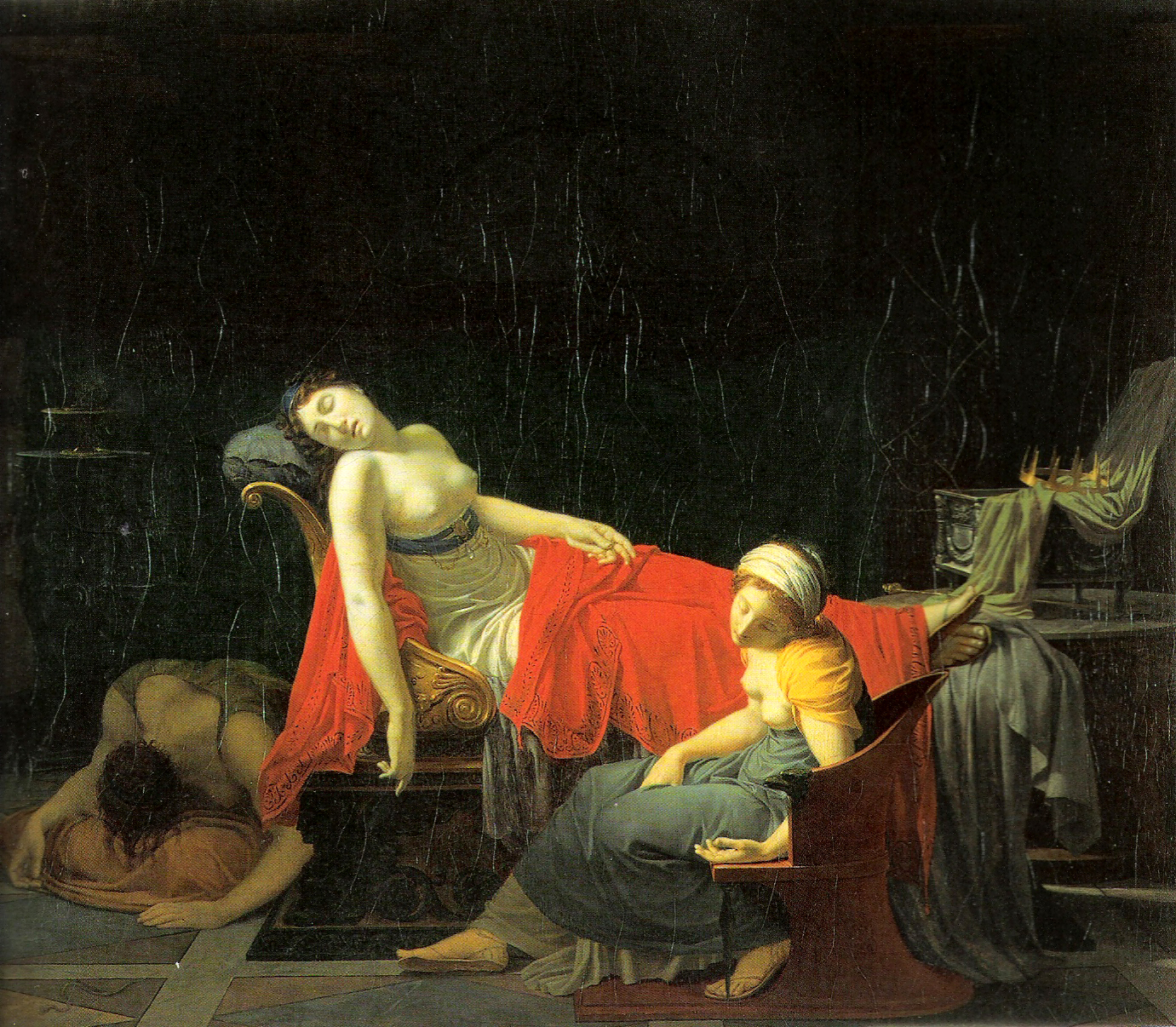
Der Tod der Kleopatra; Gemälde von Jean-Baptiste Regnault (1796/1799)
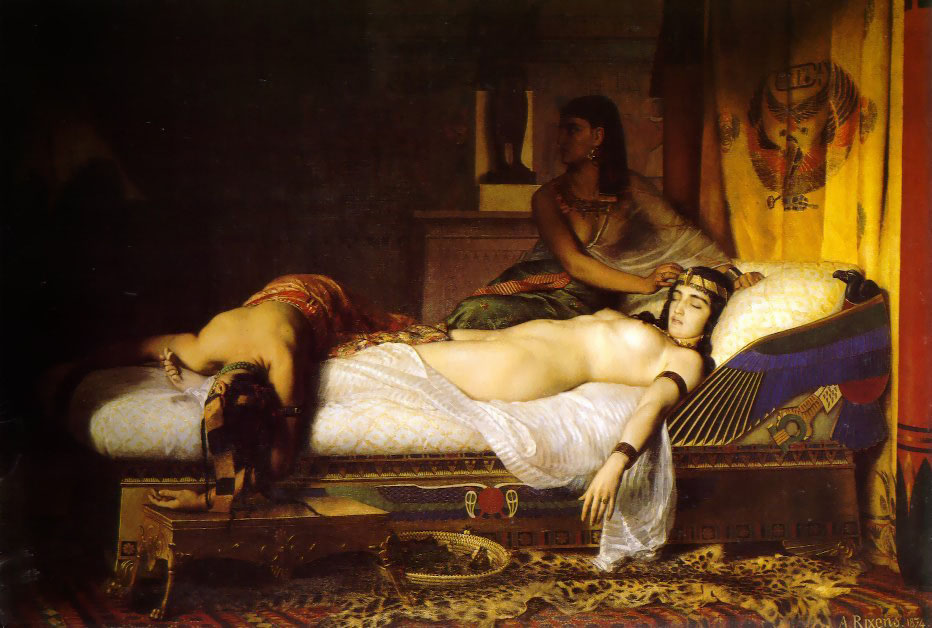
Der Tod der Kleopatra; Gemälde von Jean André Rixens (1874)
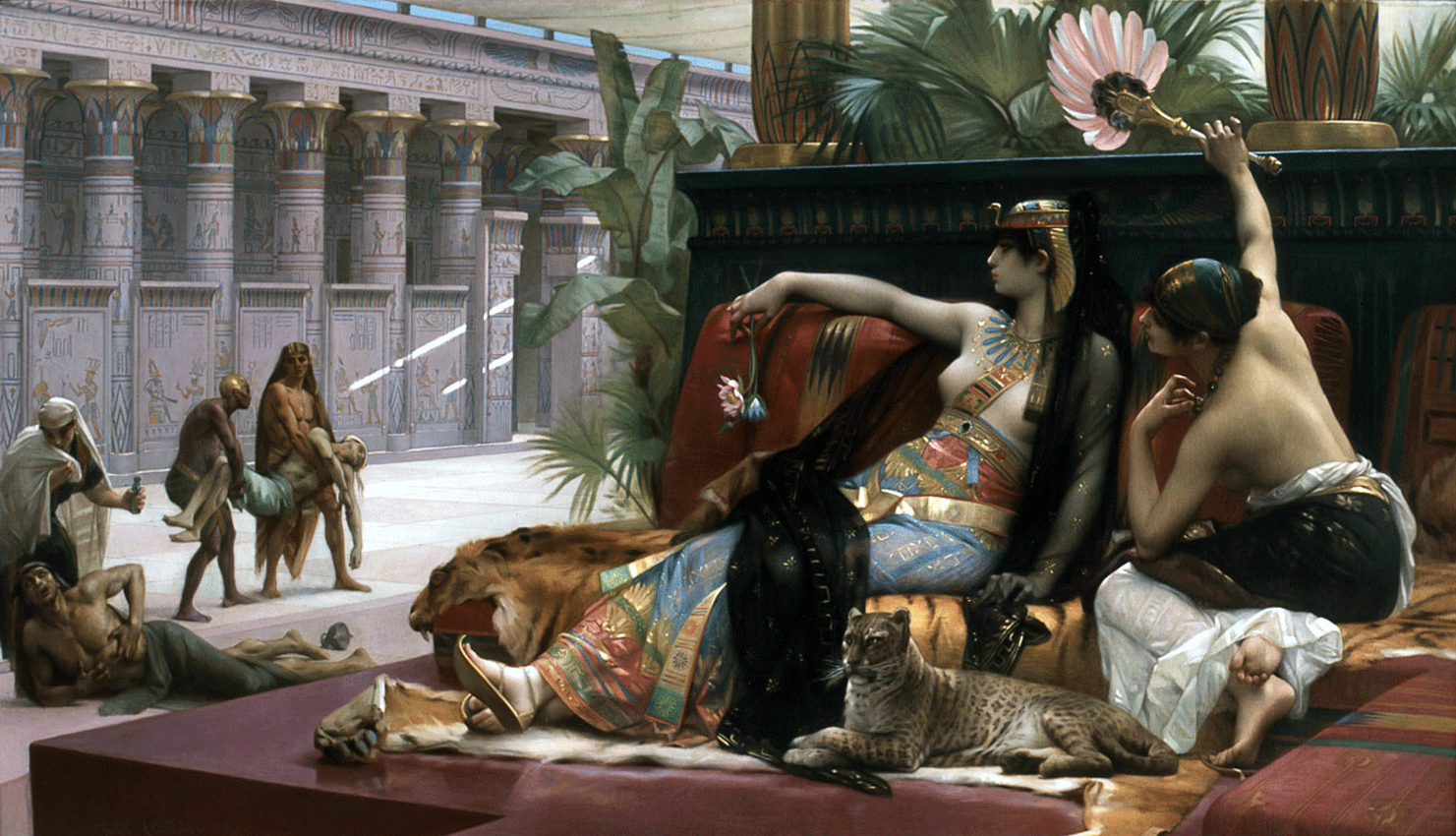
Kleopatra testet das Gift an zum Tode Verurteilten; Gemälde von Alexandre Cabanel (1887)
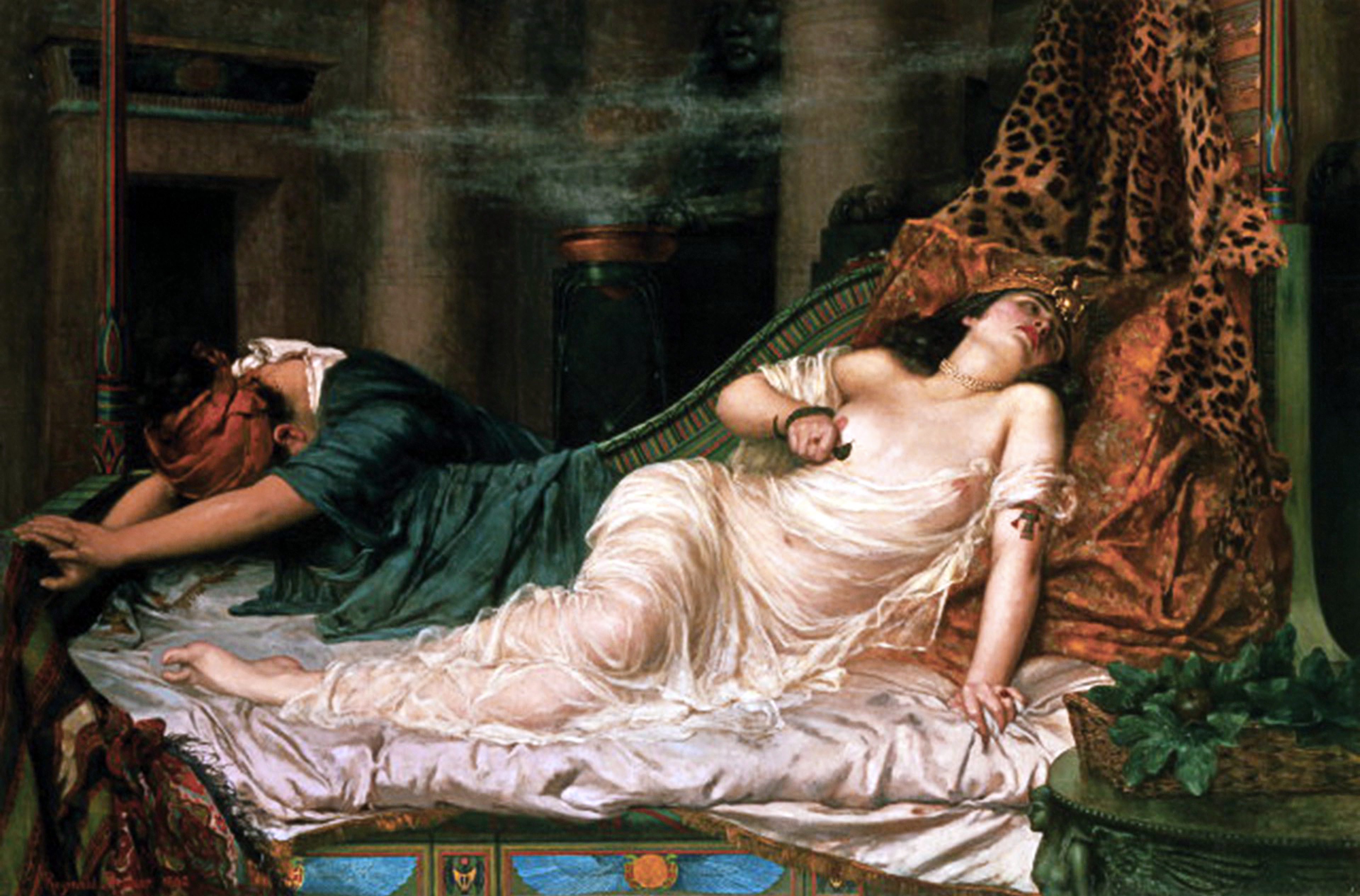
The Death of Cleopatra von Reginald Arthur (1892)
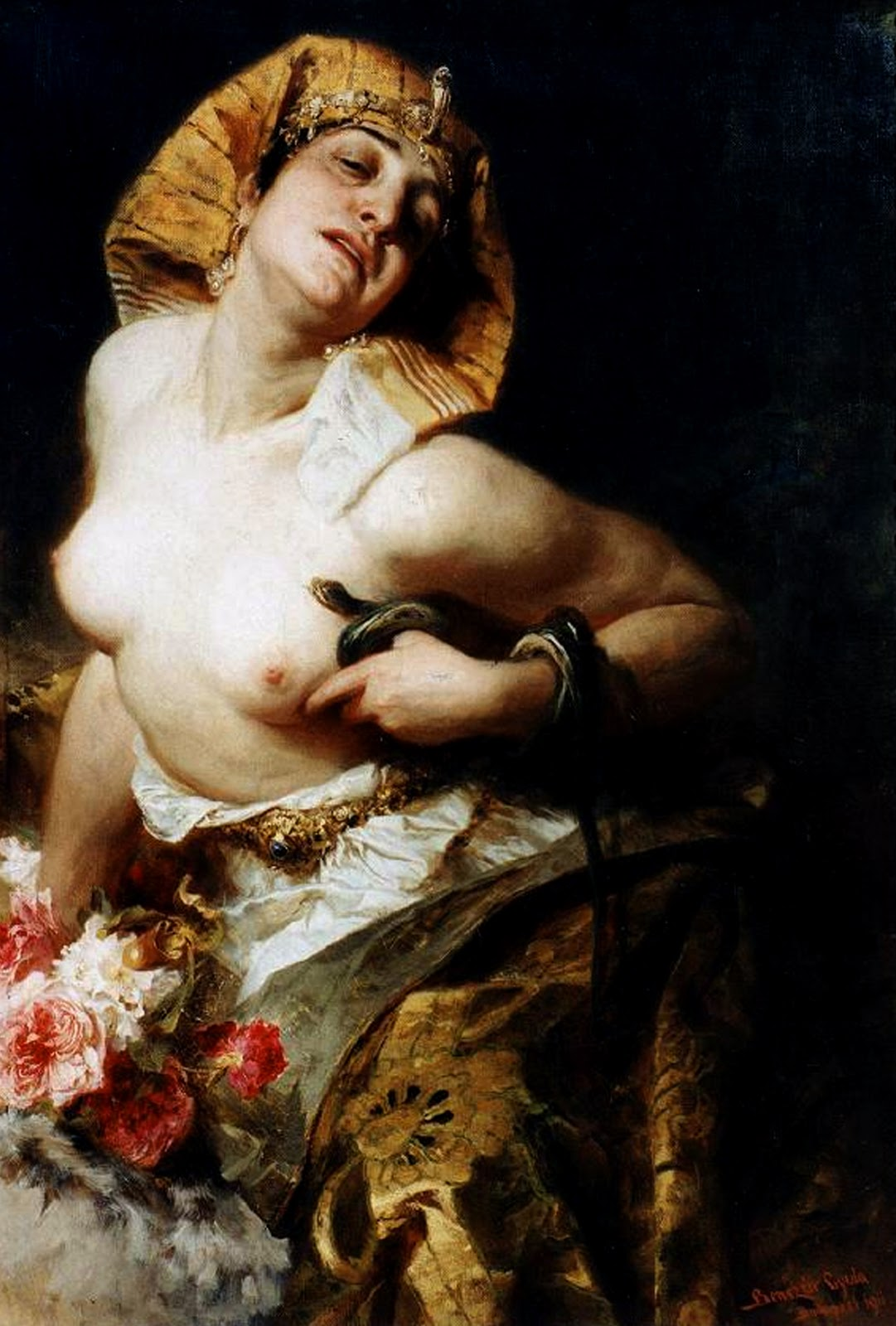
Kleopátra; Gemälde von Gyula Benczúr (1911)

### Verfilmungen

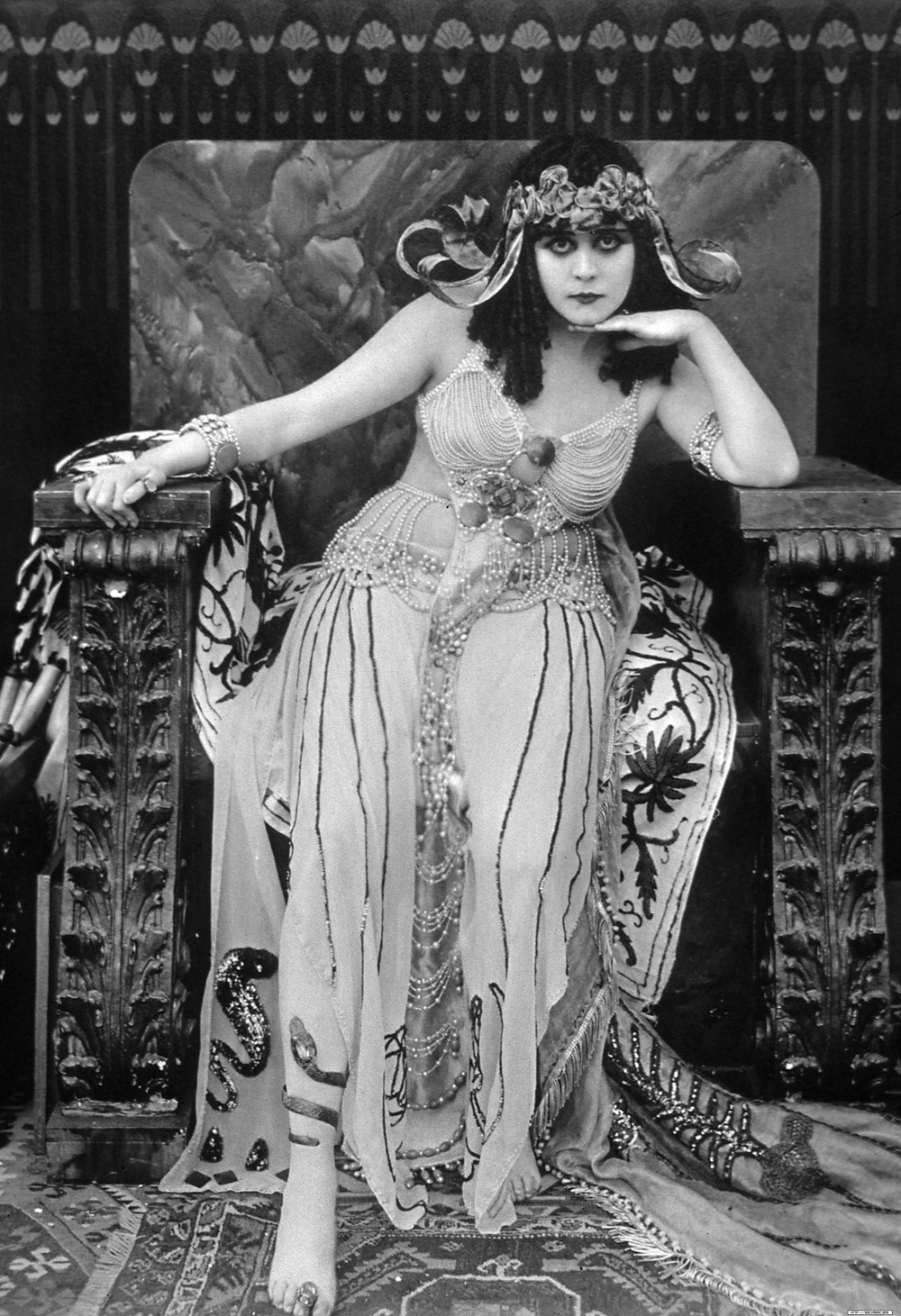
Theda Bara als Kleopatra (1917)

Wohl mehr als alle literarischen Werke prägten seit 1899 mehr als 90 Filme das Kleopatra-Bild der breiten Öffentlichkeit. Insbesondere die monumentalen Hollywood-Verfilmungen trugen zu dieser Entwicklung bei. Dabei reicht das Spektrum von sorgfältig an der historischen Kleopatra orientierten Produktionen bis zum Porno. Die frühesten Produktionen stellten Kleopatra als verführerische, Männer ins Verderben stürzende Femme fatale vor prunkvoller und lasterhafter orientalischer Kulisse dar. Die Rolle der Titelheldin übernahmen durchwegs schöne und bereits bekannte Schauspielerinnen. Den Höhepunkt an sexueller Freizügigkeit erreichte die Verfilmung von 1917 mit Theda Bara als Inkarnation der ägyptischen Königin. Als neue Werbestrategie verbreitete die Produktionsgesellschaft Fox, die in Wirklichkeit jüdische Hauptakteurin sei möglicherweise ägyptischer Herkunft, bei den Pyramiden aufgewachsen und ihr Erscheinen sei auf einer 2500 Jahre alten Inschrift vorhergesagt worden. Die für damalige Moralvorstellungen extrem erotischen Szenen wurden in den 1930er Jahren als zu tabubrechend betrachtet und der Film daher verboten.
Eine dezentere, sportliche und nicht mehr als Femme fatale auftretende Kleopatra verkörperte Claudette Colbert im ersten Tonfilm von 1934 zu diesem Thema. An der Biographie Oskar Wertheimers orientiert suchte die Produktion eine gewisse historiengetreue Darstellung. Die Ptolemäerin wird manchmal als jung und naiv, in ernsten Situationen aber auch als energisch auftretend porträtiert. Die Regierung ist für sie eher eine Belastung, sie sehnt sich mehr nach einer glücklichen Beziehung und tritt am Ende als Antonius’ aufrichtig liebende Frau auf. Wie in früheren Filmen kinderlos dargestellt, galt sie in der Folgezeit für viele Amerikanerinnen als Vorbild einer emanzipierten, sexuell und wirtschaftlich unabhängigen Frau. Die Werbewirtschaft vermarktete gleichzeitig Schönheitsmittel und Perücken, welche die ägyptische Königin angeblich verwendet hatte.
Unter großen Anlaufschwierigkeiten und finanziellem Aufwand entstand die 1963 fertiggestellte Verfilmung mit Elizabeth Taylor in der Hauptrolle. Sie gilt als die monumentalste, vielschichtigste und dank dem Regisseur Joseph L. Mankiewicz am meisten an den historischen Quellen orientierte Produktion. Kleopatra wird als starke, kluge, machtbewusste und sprachbegabte Frau darstellt, die ihre körperlichen Reize und ihr Vermögen zur Durchsetzung ihrer politischen Ziele einsetzt. Auch die Existenz ihres in diesem Film dargestellten Kindes Caesarion hindert sie nicht, Politik zu machen. Insgesamt gelang der auch im Privatleben eine schillernde Persönlichkeit darstellenden Taylor – sie fing während der Dreharbeiten eine außereheliche Affäre mit dem Antonius-Darsteller Richard Burton an – die komplexeste Verkörperung der ägyptischen Königin. Diese teilweise auch wissenschaftlichen Maßstäben genügende Verfilmung trug vielleicht mehr als jede Fachbiographie zur Kenntnis über die Ptolemäerin bei einem breiten Publikum bei. Allerdings litt die Qualität unter der aus wirtschaftlichen Überlegungen erfolgten Kürzung von vier auf drei Stunden.
In der im Jahr 1999 veröffentlichten Verfilmung mit Leonor Varela wird Kleopatra als sexuell ausschweifend, unreif, despotisch und unvernünftig dargestellt. Es klingt erneut das Klischee der orientalischen Femme fatale an. Ihrer politischen Rolle hingegen ist sie nicht gewachsen. Ihr Charakter wird recht einfach gezeichnet, die komplexen politischen Verwicklungen ihrer Regierung dagegen kaum angerissen.
Ab 1973 hat sich in den USA ein neuer Mythos gebildet: Kleopatra wird, wie die übrigen Pharaonen auch, von afroamerikanischen Studierenden als Schwarzafrikanerin gedeutet und zu einer Kultfigur hochstilisiert, obwohl sie tatsächlich mediterraner (makedonischer und möglicherweise über die Mutter ägyptischer) Herkunft war. Sie wird als große historische Persönlichkeit, auch als große Frau der Weltgeschichte bezeichnet und für die schwarzafrikanische Geschichte und kulturelle Identität vereinnahmt. Verschiedene afroamerikanische Historiker, die sich in der Tradition des senegalesischen Ägyptologen und Philosophen Cheikh Anta Diop verstehen, unterstützen und verbreiten diese Theorie. Zusammen mit Hatschepsut und Nofretete sei Kleopatra die dritte Frau, die als Schwarze in die Geschichte eingegriffen habe, und somit herangezogen wird, um die Tiefe der schwarzafrikanischen Geschichte zu beweisen.
Die Besetzung der Kleopatra-Rolle in der Netflix-Dokuserie Queen Cleopatra durch die schwarze Schauspielerin Adele James hat u. a. in Ägypten Kritik von staatlicher Seite und aus der Bevölkerung ausgelöst, dort Petitionen (um die bevorstehende Ausstrahlung zu stoppen) verursacht und zu einer Klage gegen Netflix geführt. In Griechenland hat die Serie ebenfalls Widerspruch erzeugt, sowie zu einer internationalen Diskussion in den Medien geführt.
| Jahr | Originaltitel                                       | Deutscher Titel                            | Land                             | Regie                                    | Titelrolle                | Anmerkungen                                                                                        |
| ---- | --------------------------------------------------- | ------------------------------------------ | -------------------------------- | ---------------------------------------- | ------------------------- | -------------------------------------------------------------------------------------------------- |
| 1899 | Cléopâtre                                           |                                            | Frankreich                       | Georges Méliès                           | Jeanne d’Alcy             | Kurzfilm                                                                                           |
| 1908 | Antony and Cleopatra                                |                                            | USA                              | J. Stuart Blackton, Charles Kent         | Florence Lawrence         | Verfilmung des Shakespeare-Dramas Antonius und Cleopatra; Kurzfilm                                 |
| 1910 | Cléopâtre                                           |                                            | Frankreich                       | Henri Andréani, Ferdinand Zecca          | Madeleine Roch            | Verfilmung des Shakespeare-Dramas Antonius und Cleopatra; Kurzfilm                                 |
| 1912 | Cleopatra                                           |                                            | USA                              | Charles L. Gaskill                       | Helen Gardner             | Verfilmung des Shakespeare-Dramas Antonius und Cleopatra                                           |
| 1913 | Marcantonio e Cleopatra                             | Die Herrin des Nils                        | Italien                          | Enrico Guazzoni                          | Gianna Terribili-Gonzales | |
| 1914 | Antony and Cleopatra                                |                                            | USA                              |                                          |                           | Verfilmung des Shakespeare-Dramas Antonius und Cleopatra; Kurzfilm                                 |
| 1917 | Cleopatra                                           |                                            | USA                              | J. Gordon Edwards                        | Theda Bara                | |
| 1920 | Cleopatra                                           |                                            | USA                              | Bud Fisher                               |                           | Zeichentrickfilm; Comic-Verfilmung                                                                 |
| 1923 | Cleopatra and Her Easy Mark                         |                                            | USA                              |                                          |                           | Zeichentrickfilm                                                                                   |
| 1924 | Anthony and Cleopatra                               |                                            | USA                              | Bryan Foy                                | Ethel Teare               | Verfilmung des Shakespeare-Dramas Antonius und Cleopatra                                           |
| 1928 | Cleopatra                                           |                                            | USA                              | Roy William Neill                        | Dorothy Revier            | Kurzfilm                                                                                           |
| 1931 | Oh! Oh! Cleopatra                                   |                                            | USA                              | Joseph Santley                           | Dorothy Burgess           | Kurzfilm, Komödie                                                                                  |
| 1934 | Cleopatra                                           | Cleopatra (Kleopatra)                      | USA                              | Cecil B. DeMille                         | Claudette Colbert         | gewann einen Oscar und erhielt vier weitere Nominierungen                                          |
| 1945 | Caesar and Cleopatra                                | Caesar und Cleopatra (Cäsar und Kleopatra) | Großbritannien                   | Gabriel Pascal                           | Vivien Leigh              | Oscar-Nominierung; das Drehbuch schrieb George Bernard Shaw                                        |
| 1947 | La Vida íntima de Marco Antonio y Cleopatra         |                                            | Mexiko                           | Roberto Gavaldón                         | María Antonieta Pons      | |
| 1951 | Antony and Cleopatra                                |                                            | Großbritannien                   |                                          | Pauline Letts             | Verfilmung des Shakespeare-Dramas Antonius und Cleopatra                                           |
| 1953 | Due notti con Cleopatra                             | Zwei Nächte mit Cleopatra                  | Italien                          | Mario Mattoli                            | Sophia Loren              | |
| 1953 | Serpent of the Nile                                 | Die Schlange vom Nil                       | USA                              | William Castle                           | Rhonda Fleming            | |
| 1960 | Le Legioni di Cleopatra                             | Die Legionen des Cäsaren                   | Italien, Frankreich, Spanien     | Vittorio Cottafavi                       | Linda Cristal             | |
| 1962 | Una Regina per Cesare                               | Cleopatra, die nackte Königin vom Nil      | Italien, Frankreich              | Piero Pierotti, Viktor Tourjansky        | Pascale Petit             | |
| 1962 | Cleópatra                                           |                                            | Brasilien                        |                                          | Solange                   | TV-Serie                                                                                           |
| 1963 | Cleopatra                                           | Cleopatra                                  | USA                              | Joseph L. Mankiewicz                     | Elizabeth Taylor          | gewann vier Oscars; gehört zu den teuersten Filmproduktionen aller Zeiten                          |
| 1963 | Totò e Cleopatra                                    |                                            | Italien                          | Fernando Cerchio                         | Magali Noël               | Komödie                                                                                            |
| 1963 | Antonius und Cleopatra                              | Antonius und Cleopatra                     | Bundesrepublik Deutschland       | Rainer Wolffhardt                        | Lola Müthel               | TV-Verfilmung des Shakespeare-Dramas Antonius und Cleopatra                                        |
| 1963 | The Spread of the Eagle                             |                                            | Großbritannien                   |                                          | Mary Morris               | TV-Miniserie                                                                                       |
| 1964 | Carry On Cleo                                       | Ist ja irre – Cäsar liebt Cleopatra        | Großbritannien                   | Gerald Thomas                            | Amanda Barrie             | Historienfilm-Parodie aus der Carry-on …-Filmreihe                                                 |
| 1965 | Antonio e Cleopatra                                 |                                            | Italien                          | Vittorio Cottafavi                       | Valeria Valeri            | TV-Verfilmung des Shakespeare-Dramas Antonius und Cleopatra                                        |
| 1965 | Caesar und Cleopatra                                | Caesar und Cleopatra                       | Bundesrepublik Deutschland       | Hans-Dieter Schwarze                     |                           | TV-Produktion                                                                                      |
| 1968 | Astérix et Cléopâtre                                | Asterix und Kleopatra                      | Frankreich, Belgien              | René Goscinny, Lee Payant, Albert Uderzo |                           | Zeichentrickfilm                                                                                   |
| 1970 | Cleopatra                                           |                                            | USA                              | Michel Auder                             | Viva                      | Experimentalfilm                                                                                   |
| 1970 | Kureopatora                                         | Cleo und die tollen Römer                  | Japan                            | Osamu Tezuka, Eiichi Yamamoto            |                           | Zeichentrickfilm                                                                                   |
| 1970 | The Notorious Cleopatra                             | Geheime Perversionen der Cleopatra         | USA                              | Peter Perry                              | Loray White               | Erotikfilm                                                                                         |
| 1970 | Cäsar und Cleopatra                                 | Cäsar und Cleopatra                        | Bundesrepublik Deutschland       | Ulrich Erfurth                           | Violetta Ferrari          | TV-Produktion                                                                                      |
| 1972 | Antony and Cleopatra                                | Antonius und Cleopatra                     | Großbritannien, Spanien, Schweiz | Charlton Heston                          | Hildegarde Neil           | Verfilmung des Shakespeare-Dramas Antonius und Cleopatra                                           |
| 1974 | Antony and Cleopatra                                |                                            | Großbritannien                   | Jon Scoffield                            | Janet Suzman              | TV-Verfilmung des Shakespeare-Dramas Antonius und Cleopatra                                        |
| 1976 | Caesar and Cleopatra                                | Cäsar und Cleopatra                        | USA                              | James Cellan Jones                       | Geneviève Bujold          | TV-Verfilmung des Shaw-Theaterstückes                                                              |
| 1981 | Antony and Cleopatra                                |                                            | Großbritannien, USA              | Jonathan Miller                          | Jane Lapotaire            | TV-Verfilmung des Shakespeare-Dramas Antonius und Cleopatra                                        |
| 1983 | Antony and Cleopatra                                |                                            | USA                              | Lawrence Carra                           | Lynn Redgrave             | TV-Verfilmung des Shakespeare-Dramas Antonius und Cleopatra                                        |
| 1983 | The Cleopatras                                      |                                            | Großbritannien                   | John Frankau                             | Michelle Newell           | BBC-TV-Produktion, Drama-Serie über die Geschichte der Ptolemäer von Kleopatra II.- Kleopatra VII. |
| 1985 | Sogni erotici di Cleopatra                          | Die Orgien der Cleopatra                   | Italien, Frankreich              | Rino Di Silvestro                        |                           | Erotikfilm                                                                                         |
| 1999 | Cleopatra                                           | Cleopatra                                  | Deutschland, USA                 | Franc Roddam                             | Leonor Varela             | TV-Produktion                                                                                      |
| 2000 | The Royal Diaries: Cleopatra – Daughter of the Nile |                                            | Canada                           | Randy Bradshaw                           | Elisa Moolecherry         | TV-Produktion über die Jugendjahre von Kleopatra VII.                                              |
| 2002 | Astérix & Obélix: Mission Cléopâtre                 | Asterix & Obelix: Mission Kleopatra        | Frankreich, Deutschland          | Alain Chabat                             | Monica Bellucci           | Realverfilmung basierend auf dem Zeichentrickfilm von 1968                                         |
| 2003 | Kleopatra                                           |                                            | Tschechische Republik            | Filip Renc                               | Monika Absolonová         | Musical                                                                                            |
| 2003 | Cleopatra                                           |                                            | Schweden                         | Antonio Adamo                            | Julia Taylor              | Pornofilm, Fortsetzung Cleopatra II – Legend of Eros im Jahr 2004                                  |
| 2006 | Cleópatra                                           |                                            | Brasilien                        | Júlio Bressane                           | Alessandra Negrini        | |
| 2009 | Cléopâtre, la dernière reine d’Égypte               |                                            | Frankreich                       | Kamel Ouali                              | Sofia Essaïdi             | Musical                                                                                            |
| 2019 | Cleopatra in Space                                  |                                            | USA                              |                                          | Lilimar                   | Animations-Fernsehserie                                                                            |
| 2023 | Queen Cleopatra                                     |                                            | USA                              | Tina Gharavi                             | Adele James               | Doku-Serie von Netflix                                                                             |

## Sonstiges
Der im Jahre 1880 von Johann Palisa entdeckte Asteroid wurde nach der Herrscherin benannt ((216) Kleopatra).